# 吳載熙
吳載熙（1935年11月8日—1966年2月17日），臺灣新竹縣新埔鎮客家人，中華民國空軍軍官、飛行員，加入黑貓中隊後一次駕駛U-2飛行訓練時意外身亡。

## 生平
1935年11月8日，吳載熙出生於今日的新竹縣新埔鎮大茅埔，七歲上私塾，八歲進照門國民學校，1948年入新埔初級中學。他從小嚮往空軍，學生時到新竹機場遠足曾偷拿一小塊機翼蒙布作紀念，還為通過軍校的體能測驗在山路晨跑，並借來鉛球練習臂力。1951年，初中畢業後考入空軍機械學校士官班，先到屏東縣東港鎮空軍預備學校接受入伍教育。
東港鎮的軍旅生涯期間，吳載熙認識當地大鵬村一名叫蔡怡的女幼童與其兄長，常在周日帶著糖果去村子找他們倆聊天，訴說懷念老家弟妹的寂寞，直到某日黃昏因要去岡山念軍校才向蔡怡匆匆辭行。當時兄妹都未入學識字，全憑聲音牢記吳載熙名字。
1953年，吳載熙自機校畢業後，分發台南空軍基地擔任修護飛機的機械士，在當時大隊長郭汝霖勉勵下，在1954年11月考取空軍官校三十九期。之後，以總成績第二名、操行第一名畢業。1957年畢業後，12月，吳載熙分發於屏東機場空軍第三大隊第七中隊，擔任陳鴻銓底下的F-86軍刀戰鬥機飛行員。
1958年8月20日，八二三砲戰前夕，吳載熙駕駛F-86F台海巡邏的空中任務中遭受八架米格機攻擊，該役並使他記大功一次。
吳載熙曾代表空軍前往克拉克空军基地，參加「中美空軍飛行兄弟會」戰技競賽。1964年，吳載熙隨隊遠赴菲律賓表演。表演回臺後即被遴選加入黑貓中隊。
吳載熙是黑貓中隊第一位台灣本省人隊員，還特別告訴弟弟吳載堯，不要對任何人提起自己的新職，對外只說「去美國留學」，當時陳懷生已殉職。之後赴美國學成，吳載熙獲頒美國空軍高級飛行勳章。1965年12月18日期間因完成六次的特種作戰任務，當選該年度、第十六屆的國軍戰鬥英雄。他曾獲宣威、翔豹、彤弓、鵬舉、飛虎、雲龍等勳章。
1966年2月17日中午1點初，吳載熙以上尉身分駕駛U-2偵察機。他在飛行訓練任務後準備返場落地時，因座機發動機熄火失去動力，迫降到跑到長度只有五千英呎左右、不到清泉崗機場一半的水湳機場，又因誤採順風方向的跑道落地，飛機飄滑時間過長，造成觸地位置幾乎在跑道中段，飛機遂衝出跑道，左機翼削到機場外竹林之前的電線桿，導致機身原地打一個地轉，機首衝入附近一家民房側牆。
吳載熙頭部被民房的橫樑打中，由邱垂宇飛行官奉派從嘉義基地前往救援。隨後，以HU-16救護機送往台北空軍總醫院急救，不治。
對於當時迫降水湳機場因素，一說吳載熙機內除霧失去功能限制目視、無線電失效使無法和塔台聯絡，誤當成清泉崗機場。另一說是來台參訪的韓國總統朴正熙正好在清泉崗機場，只好改降附近的水湳機場。

## 身後

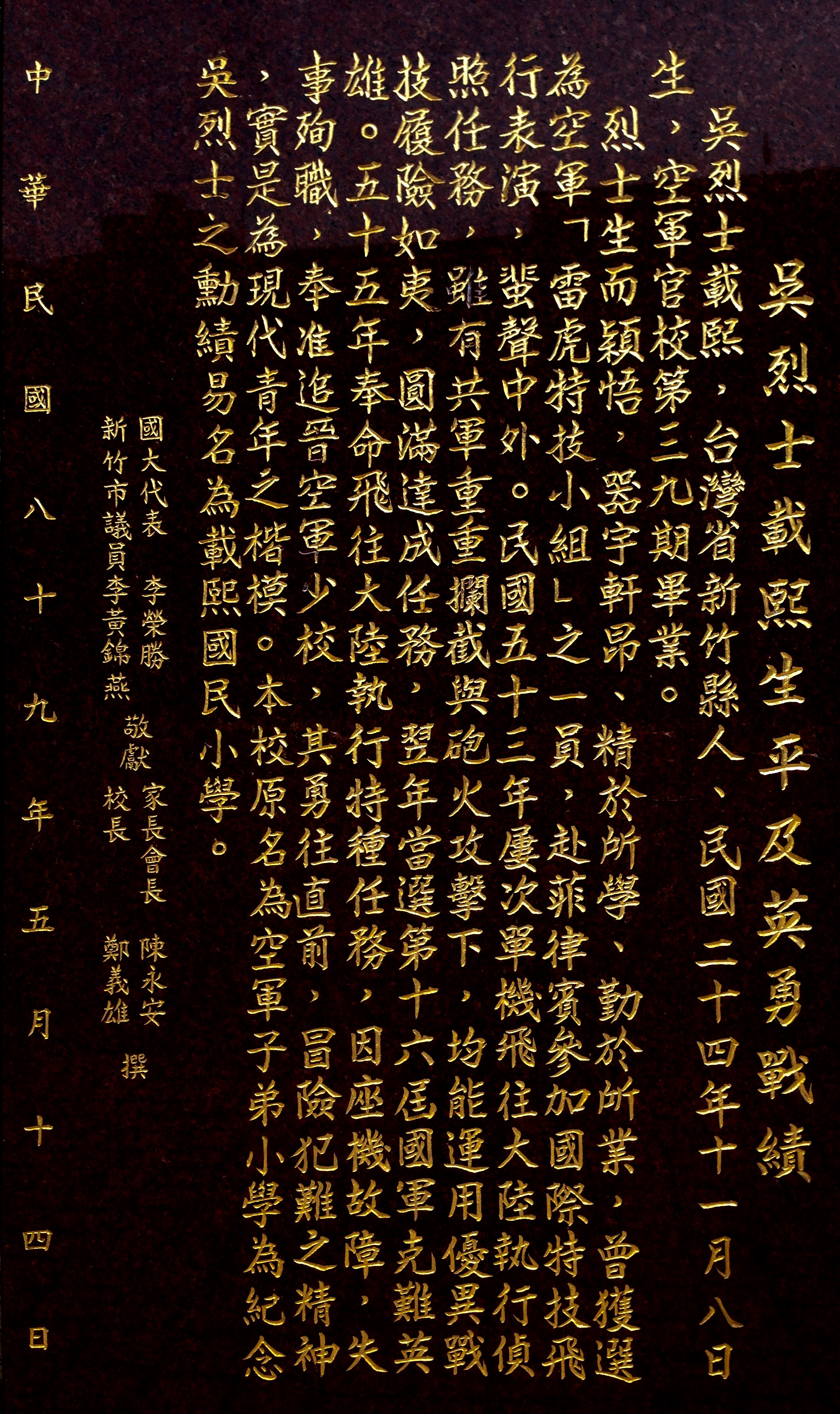
吳載熙銅像碑文

吳載熙安葬碧潭文山空軍烈士公墓的兩日後，1966年3月31日，妻子杜喜美後生下遺腹子，由擔任國防部長的蔣經國親自為取名「興華」。4月9日追晉空軍少校。8月1日，新竹空軍子弟小學易名為「載熙國民學校」之日，蔣經國題牌匾「忠義傳家」，親自送到吳家。
該時，蔡怡在《中央日報》頭條讀到「國軍英雄吳載熙為國捐軀，蔣經國部長親赴新埔，致贈忠義傳家匾額……」，才知道童年時那位在黃昏與她道別的軍人的名字應是吳載熙，後來在印第安納州以筆名發表〈吳大哥〉一文，投稿至《北美世界日報》以作紀念。
1976年9月，照門派出所到大茅埔的霄裡溪新橋命名「載熙橋」。
1989年，空軍總部致贈載熙國小一座吳載熙銅像。2000年新建紀念碑落成。
解嚴後機密資料陸續開放，吳載熙遠親吳聲淼得以搜集有關資料，編輯成冊《飛越吧哩嘓的天空》，在2009年6月7日於新竹吳家祠堂發表。 
2015年1月20日，已六旬的蔡怡由吳載熙兄弟安排到新埔鄉參訪吳濁流故居的吳載熙紀念室。
2021年12月10日，博愛營區，遺族將吳載熙的軍服、勳獎章、證書、手稿、著作、照片及用品捐出給國家軍事博物館，由參謀總長陳寶餘上將代表國防部接受。

## 家庭
父親吳萬，以茶業為生。他曾擔心吳載熙不習慣軍旅生活，又聽說軍中要檢查信件，因此要兒子在家書末尾畫圈代表過得愉快，若不如意就畫叉，晚期幾十封信尾都是圈。
三弟吳載奇亦投入空軍，最終以少將退伍。繼吳載熙後，吳家又出了數名飛行員。
妻子杜喜美，1961年1月1日定婚，1965年6月26日結婚。丈夫殉職後沒有改嫁。
吳載熙遺腹子吳興華在小學二年級以前，對父親印象都是「出差了」，直到有次追問，母親帶他去碧潭的軍人公墓，才知道父親「不在了」。成年後的他以經營海產店為業，店為開在新竹市東大路四段、頭前溪堤防邊的金運海鮮。對於許多喜愛黑貓中隊的人慕名而來，他說從別人口中拼湊出父親的形象，「這其實是件殘酷的事實」。